# Thal (Straßkirchen)
Thal ist  ein Ortsteil der Gemeinde Straßkirchen im niederbayerischen Landkreis Straubing-Bogen.

## Geographie und Verkehrsanbindung
Der Ort liegt südlich des Kernortes Straßkirchen. Unweit westlich verläuft die Kreisstraße SR 27 und östlich die Staatsstraße St 2325. Etwas weiter entfernt nördlich verläuft die B 8 und östlich die A 92. Am westlichen Ortsrand fließt der Edlgraben und etwas weiter entfernt nordöstlich die Donau.

## Sehenswürdigkeiten
In der Denkmalliste für Straßkirchen beim Bayerischen Landesamt für Denkmalpflege ist für Thal ein Baudenkmal aufgeführt:
- In einer Nische der Giebelwand des zur  Haus Nummer 17 gehörigen Stadels befand sich bis 2019 die farbig gefasste Hausfigur aus Holz des Hl. Johannes von Nepomuk aus dem 18./19. Jahrhundert.